# ماكابي ريشون لتسيون
ماكابي ريشون لتسيون هو فريق كرة سلة إسرائيلي أٌسس عام 1976.